# Gharrous
Gharrous (în arabă غروس) este o comună din provincia Mascara, Algeria.
Populația comunei este de 3.619 locuitori (2008).